# جیمز مک‌گیل بیوکنن
جیمز مک‌گیل بیوکنن جونیر (به انگلیسی: James M. Buchanan) (زاده ۳ اکتبر ۱۹۱۹ – درگذشته ۹ ژانویه ۲۰۱۳) اقتصاددان آمریکایی بود که به دلیل کار در زمینه نظریه انتخاب عمومی که به خاطر آن در ۱۹۸۶ جایزه نوبل اقتصاد را کسب کرد شناخته می‌شود. نظریهٔ انتخاب عمومی با تمرکز بر دولت جهت تحلیل و درک پیامدهای حاصل از تعامل عناصر موجود در آن، موضعی روشنگرانه نسبت به این نهاد مهمِ تخصیص‌دهنده اتخاذ کرده‌است. این نظریه با واردکردن ابزارهای علم اقتصاد در علوم سیاسی و تکیه بر برخی مشخصات نهادگرایانه بر بسیاری از مطالعات اقتصادی تأثیر به‌سزایی داشته‌است.
او پی اچ دی خود را در ۱۹۴۸ از دانشگاه شیکاگو دریافت کرد. او عضو پیوسته ارشد ممتاز مؤسسه کاتو و استاد دانشگاه جورج میسون بود.

## معرفی
کتابخانه اقتصاد و آزادی، در مقاله‌ای کوتاه که به معرفی او پرداخته است، به‌طور خلاصه جیمز بیوکنن را چنین معرفی کرده‌است:
اقتصاددان سوئدی، کِنوت ویکسل، مقاله‌ای نوشته بود که در آن تنها آن دسته از مالیات‌ها و مخارج دولتی را موجه می‌دانست که همگان بر آن اجماع کنند. ویکسل بر این باور بود که هزینه هر برنامه دولتی را باید همان گروهی از افراد پرداخت کنند که از آن بهره‌مند می‌شوند. این، بر خلاف نظر غالب پذیرفته‌شده در آن زمان بود که الزامی برای ارتباط بین مالیات پرداختی فرد و مزایای دریافتی او از دولت نمی‌دید. بیوکنن، نظرِ ویکسل را پذیرفت و کتاب «محاسبه رضایت» را با همراهی گوردون تالک نوشت. این دو نشان دادند که تصمیم‌گیری از روی اجماع، عملاً ممکن نیست؛ سپس کوشیدند تا اصلاحاتی را درقاعده اجماع به وجود آورند که اتکا به آن در عمل ممکن باشد. آن کتاب، به همراه کتاب دیگری از آنتونی داون به نام «نظریه اقتصادی دموکراسی»، یک زمینه پژوهشی جدید (امروزه کلاسیک) در علوم اجتماعی و اقتصادی را با نام «انتخاب عمومی» پایه‌ریزی کرد. نظریه انتخابِ عمومی، جایزه نوبل اقتصاد ۱۹۸۶ را برای جیمز بیوکنن به همراه آورد. در کنفرانسی مطبوعاتی در دانشگاه جورج میسون، پس از اعلامِ نامش به عنوان برنده نوبل، خبرنگاران از او خواستند «نظریه انتخاب عمومی» را تعریف کند. پاسخِ او یک جمله بود: «مراقبت از لانه مرغان را به روباه نسپارید.» نظریه انتخاب عمومی، تصمیمات دولت را از زاویه منافعِ شخصیِ دیوان‌سالاران و سیاستمداران انتخاب‌شده‌ای می‌بیند که می‌کوشند در کارزارهای انتخابی پیروز شوند و در حرفه سیاسی خود پیشرفت کنند و هدف آن‌ها مانند هر انسان عقلایی دیگری، ارضای منافع فردی خود است و نه ارتقای رفاه مردم.